# Milano-Sanremo 1911
La Milano-Sanremo 1911, quinta edizione della corsa, fu disputata il 2 aprile 1911, per un percorso totale di 289,3 km. Fu vinta dal francese Gustave Garrigou, giunto al traguardo con il tempo di 9h37'00" alla media di 30,083 km/h davanti a Louis Trousselier e Luigi Ganna.
I ciclisti che partirono da Milano furono 72; coloro che tagliarono il traguardo a Sanremo furono 43.

## Ordine d'arrivo (Top 10)
| Pos. | Corridore         | Squadra            | Tempo    |
| ---- | ----------------- | ------------------ | -------- |
| 1    | Gustave Garrigou  | Alcyon             | 9h37'00" |
| 2    | Louis Trousselier | Alcyon             | a 6'00"  |
| 3    | Luigi Ganna       | Atala-Dunlop       | a 16'00" |
| 4    | Carlo Galetti     | Bianchi            | a 20'00" |
| 5    | Henri Lignon      | Alcyon             | s.t.     |
| 6    | Eugène Christophe | Alcyon             | a 21'00" |
| 7    | Dario Beni        | Bianchi            | a 23'00" |
| 8    | Marcel Godivier   | Alcyon             | a 23'30" |
| 9    | Alfredo Sivocci   | Polack-Continental | a 23'40" |
| 10   | Luigi Azzini      | Legnano            | a 24'00" |